# Escallonia pendula
Escallonia pendula es un árbol de la familia Escalloniaceae comúnmente conocido como loqueto o mangle de tierra fría. Es nativa de América del Sur.

## Descripción
Es un árbol que puede crecer hasta 10 m de altura, tronco circular redondo de corteza estriada con escamas, color gris a café, copa aparasolada. La corteza externa es lisa, con láminas delgadas como papel, irregulares y de color rojizo, similar a los quinuales. La corteza interna es delgada, de color crema claro. Las hojas son simples y alternas. Miden de 10 cm a 20 cm de longitud y 3 cm a 4,5 cm de ancho. Son lanceoladas y alargadas y suelen presentarse agrupadas en los extremos de las ramitas. Son pubescentes, y también algo pegajosas cuando están frescas. El ápice es agudo, acuminado y la base aguda. El borde es diminutamente dentado, especialmente hacia la zona apical. Las flores miden de 1 cm a 1,4 cm de largo y se presentan en gran cantidad en largas espigas terminales péndulas que miden de 20 cm a 35 cm. Las flores son hermafroditas, con cáliz y corola presentes. Los frutos son pequeñas cápsulas globosas de 4 mm a 5 mm de diámetro y superficie densamente pubescente. A la madurez se abren en dos desde la base, a partir del punto de inserción del pedúnculo. Contienen numerosas y diminutas semillas.

## Variedades
Se le reconocen dos variedades:
- Escallonia pendula var. granatensis Engl.
- Escallonia pendula var. humboldtiana Engl.

## Distribución

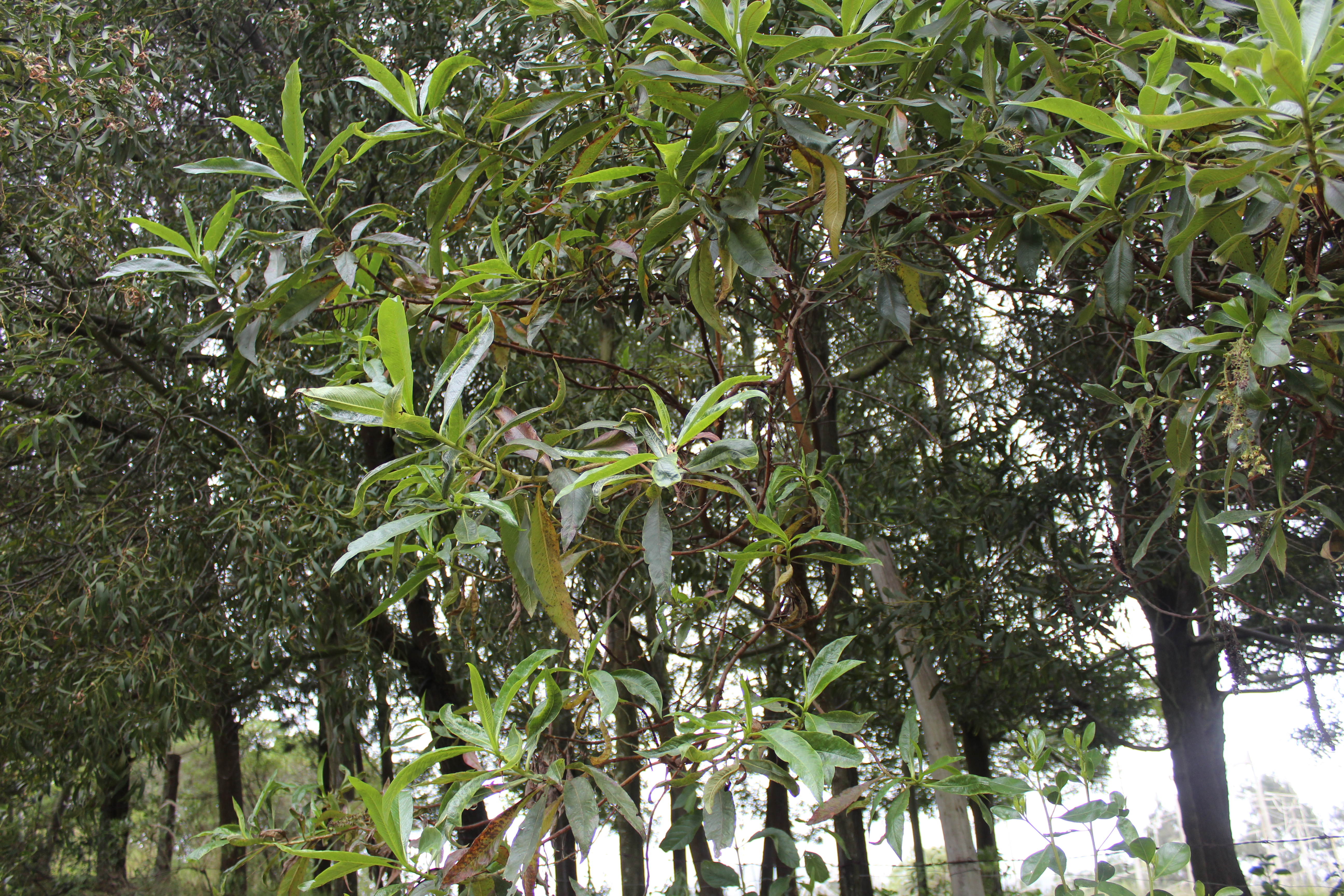
Escallonia pendula en Duitama, Colombia.

Se distribuye en América del Sur entre los 2400 y 3100 m s. n. m. en los siguientes países: Colombia, Ecuador, Perú y Venezuela. 
En Colombia se distribuye a lo largo de las cordilleras Central y Oriental.

## Usos
Se usa en la ebanistería y como fuente de leña. Brinda sombra en sistemas silvopastoriles y agrícolas, cerca viva, protección de fuentes hídricas y de suelos erosionados. También es usa como planta ornamental en parques.

## Propagación
Se propaga por semillas o por estacas.

## Requerimientos Ecológicos
Requiere de suelos bien drenados, es tolerante medianamente a la sombra, no es tan exigente en cuanto a suelos bien fertilizados.